# Doto pinnatifida
Doto pinnatifida är en snäckart. Doto pinnatifida ingår i släktet Doto och familjen Dotoidae. Inga underarter finns listade i Catalogue of Life.